# Funny Face (comédie musicale)
Pour les articles homonymes, voir Funny Face.
Funny Face est une comédie musicale américaine créée à Broadway en 1927.

## Fiche technique
- Titre français : Funny Face
- Titre original : Funny Face
- Livret : Fred Thompson et Paul Gerard Smith
- Lyrics : Ira Gershwin
- Musique : George Gershwin
- Mise en scène :  Edgar MacGregor
- Chorégraphie : Bobby Connolly
- Direction musicale : Alfred Newman
- Décors : John Wenger
- Costumes : Kiviette
- Producteurs : Alex A. Aarons et Vinton Freedley
- Nombre de représentations : 244
- Date de la première : 22 novembre 1927
- Date de la dernière : 23 juin 1928
- Lieu (ensemble des représentations) : Alvin Theatre, Broadway

## Distribution originale
- Adele Astaire :  Frankie
- Fred Astaire :  Jimmy Reeve
- Allen Kearns :  Peter Thurston
- William Kent :  Dugsie Gibbs
- Victor Moore :  Herbert
- Betty Compton :  Dora
- Earl Hampton :  Chester
- Edwin Hodge :  Un employé de l'hôtel
- Dorothy Jordan :  Bell Hop
- Ted MacLean :  Le sergent de police
- Gertrude McDonald :  June
- Walter Munroe : Le portier

## Numéros musicaux
("Songs", excepté un numéro)
| Acte I - Overture (orchestre) - Birthday Party (Dora, June, ensemble) - Once (Dugsie, Dora, ensemble) - Funny Face (Frankie, Jimmy) - High Hat (Jimmy, ensemble masculin) - 'S Wonderful (Frankie, Peter) - Let's Kiss and Make Up (Frankie, Jimmy, ensemble) - Come Along, Let's Gamble (ensemble) | Acte II - In the Swim (ensemble féminin) - He Loves and She Loves (Frankie, Peter) - Tell the Doc (Dugsie, ensemble féminin) - My One and Only (What I Am Gonna Do ?) (Jimmy, June, Dora, ensemble féminin) - Sing a Little Song (pianistes, Ritz Quartette, ensemble masculin) - My One and Only (What Am I Going to Do ?) (reprise : Dora, June, ensemble) - The Babbitt and the Bromide (Frankie, Jimmy) - Finale ultimo (ensemble) |

## Reprise auRoyaume-Uni
- 1928-1929 : À Londres, au Princes Theatre (actuel Shaftesbury Theatre), 263 représentations, avec Adele et Fred Astaire (première le 8 novembre 1928).

## Cinéma
- Drôle de frimousse (Funny Face), film musical réalisé par Stanley Donen en 1957, avec Audrey Hepburn et Fred Astaire, a une intrigue entièrement différente de celle de la comédie musicale, lui en empruntant seulement le titre et quatre chansons, à savoir « Funny Face », « He Loves and She Loves », « Let's Kiss and Make-Up », et « 'S Wonderful », sans compter un arrangement de « How Long Has This Been Going On ».